# Cnidoscolus froesii
Cnidoscolus froesii là một loài thực vật có hoa trong họ Đại kích. Loài này được (Croizat) Fern.Casas mô tả khoa học đầu tiên năm 2001.